# 拉罗谢纳尔
拉罗谢纳尔（法語：La Rochénard，法語發音：[la ʁɔʃenaʁ]）是法国德塞夫勒省的一个市镇，属于尼奥尔区。

## 地理
拉罗谢纳尔（46°12'20"N, 0°35'11"W）面积8.55 平方千米，位于法国新阿基坦大区德塞夫勒省，该省份为法国西部内陆省份，北起曼恩-卢瓦尔省，西接旺代省，南至夏朗德省和滨海夏朗德省，东临维埃纳省。
与拉罗谢纳尔接壤的市镇（或旧市镇、城区）包括：埃帕讷、拉富瓦蒙若、米尼翁河畔莫泽、普兰-代朗松、瓦勒迪米尼翁。

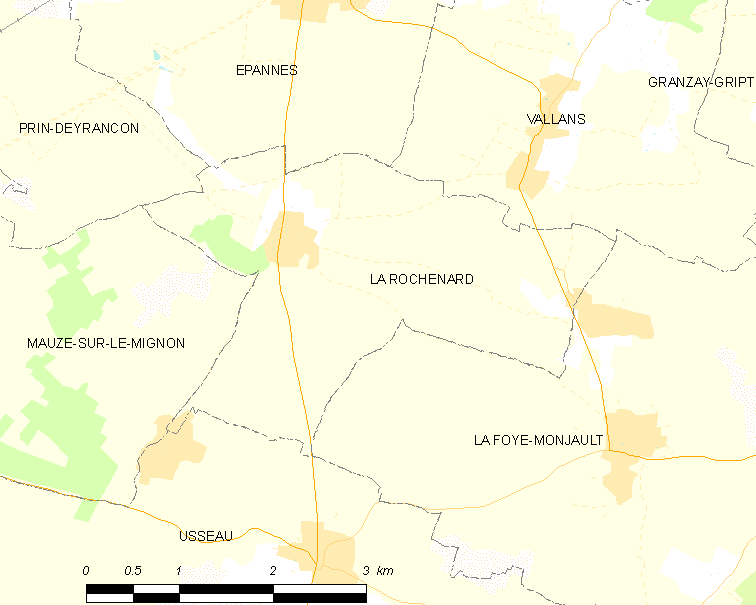
拉罗谢纳尔的OSM定位图

拉罗谢纳尔的时区为UTC+01:00、UTC+02:00（夏令时）。

## 行政
拉罗谢纳尔的邮政编码为79270，INSEE市镇编码为79229。

## 政治
拉罗谢纳尔所属的省级选区为米尼翁-布托讷县。

## 人口

1962-2008年间拉罗谢纳尔人口变化图示

拉罗谢纳尔于2022年1月1日时的人口数量为526人。